# トマーシュ・チヴァンチャラ
トマーシュ・チヴァンチャラ（Tomáš Čvančara、2000年8月13日 - ）は、チェコ・ネラトヴィツェ出身のサッカー選手。ブンデスリーガ・ボルシア・メンヒェングラートバッハ所属。ポジションはフォワード。

## クラブ経歴
2017-18シーズンにFKバウミト・ヤブロネツでプロデビュー。翌シーズンの後半戦はイタリアのエンポリFCへレンタル移籍をしたが、ユースチームでのみの出場に終わった。レンタルバック後は2クラブへのレンタル移籍によって選手としての経験を積み、2021年12月20日、ACスパルタ・プラハへ移籍した。
2023年7月14日、ブンデスリーガに所属していたボルシア・メンヒェングラートバッハへ移籍し、5年契約を交わした。

## 代表経歴
2023年3月24日、UEFA EURO 2024予選のポーランド代表戦にて、チェコ代表デビューを果たすと、前半3分にフル代表初ゴールも記録した。

## タイトル

### クラブ
スパルタ・プラハ
- チェコ1部リーグ : 1回 (2022-23)